# Tomáš Macháč
Tomáš Macháč (Beroun, 13 oktober 2000) is een Tsjechisch tennisser.

## Carrière
Macháč maakte zijn profdebuut in 2017 en won zijn eerste challenger in 2020. dat jaar nam hij ook deel aan Roland Garros maar geraakte niet voorbij de eerste ronde. In 2021 won hij zijn tweede challenger en bereikte de tweede ronde op de Australian Open. Hij nam ook deel aan de uitgestelde Olympische Spelen waar hij in de tweede ronde verloor van de Argentijn Diego Schwartzman. In 2022 won hij zijn derde en vierde challenger en bereikte opnieuw de tweede ronde op de Australian Open en verloor in de eerste ronde op de US Open.

## Palmares
| Legenda                       | Legenda               |
| ----------------------------- | --------------------- |
| Grand Slam                    |                       |
| Olympische Spelen             |                       |
| tot 2009                      | vanaf 2009            |
| Tennis Masters Cup            | ATP Finals            |
| ATP Masters Series            | ATP Tour Masters 1000 |
| ATP International Series Gold | ATP Tour 500          |
| ATP International Series      | ATP Tour 250          |

### Enkelspel
| Nr.                  | Datum            | Toernooi            | Ondergrond    | Tegenstander in finale  | Score         | Details |
| -------------------- | ---------------- | ------------------- | ------------- | ----------------------- | ------------- | ------- |
| Verloren finales     |                  |                     |               |                         |               |         |
| 1.                   | 25 mei 2024      | ATP Genève          | Gravel        | Casper Ruud             | 5-7 3-6       | Details |
| gewonnen challengers |                  |                     |               |                         |               |         |
| 1.                   | 23 februari 2020 | Koblenz             | Hardcourt (i) | Botic van de Zandschulp | 6-3, 4-6, 6-3 |         |
| 2.                   | 7 maart 2021     | Nur-Sultan          | Hardcourt (i) | Sebastian Ofner         | 4-6, 6-4, 6-4 |         |
| 3.                   | 9 januari 2022   | Traralgon           | Hardcourt     | Bjorn Fratangelo        | 7-6, 6-3      |         |
| 4.                   | 21 augustus 2022 | Grodzisk Mazowiecki | Hardcourt     | Zhang Zhizhen           | 1-6, 6-3, 6-2 |         |
| 5.                   | 1 oktober 2023   | Orléans             | Hardcourt     | Jack Draper             | 6-4, 4-6, 6-3 |         |

### Dubbelspel
| Nr.              | Datum            | Toernooi      | Ondergrond    | Partner       | Tegenstanders in finale                | Score    | Details |
| ---------------- | ---------------- | ------------- | ------------- | ------------- | -------------------------------------- | -------- | ------- |
| Gewonnen finales |                  |               |               |               |                                        |          |         |
| 1.               | 11 februari 2024 | ATP Marseille | Hardcourt (i) | Zhang Zhizhen | Emil Ruusuvuori Patrik Niklas-Salminen | 6–3, 6–4 | Details |
| Verloren finales |                  |               |               |               |                                        |          |         |

### Finaleplaatsen gemengd dubbelspel
| nr.              | finale          | toernooi    | ondergrond | partner            | tegenstanders            | score           |         |
| ---------------- | --------------- | ----------- | ---------- | ------------------ | ------------------------ | --------------- | ------- |
| gewonnen finales |                 |             |            |                    |                          |                 |         |
| 1.               | 2 augustus 2024 | O.S. Parijs | gravel     | Kateřina Siniaková | Wang Xinyu Zhang Zhizhen | 6-2, 5-7 [10-8] | details |
| verloren finales |                 |             |            |                    |                          |                 |         |
| geen             |                 |             |            |                    |                          |                 |         |

## Resultaten grote toernooien
| Legenda | Legenda                          |
| ------- | -------------------------------- |
| g.t.    | geen toernooi gehouden           |
| l.c.    | lagere categorie                 |
| –       | niet deelgenomen                 |
| G       | uitgeschakeld in de groepsfase   |
| 1R      | uitgeschakeld in de eerste ronde |
| 2R      | uitgeschakeld in de tweede ronde |
| 3R      | uitgeschakeld in de derde ronde  |
| 4R      | uitgeschakeld in de vierde ronde |
| KF      | uitgeschakeld in de kwartfinale  |
| HF      | uitgeschakeld in de halve finale |
| F       | de finale verloren               |
| W       | het toernooi gewonnen            |
| w-v     | winst/verlies-balans             |

### Enkelspel
| Australian Open   | –    | 2R  | 2R   | 1R   | 3R |
| Roland Garros     | 1R   | –   | –    | –    | 3R |
| Wimbledon         | –    | –   | –    | 1R   | 2R |
| US Open           | –    | –   | 1R   | –    |    |
| olympisch         |      |     |      |      |    |
| Olympische Spelen | g.t. | –   | g.t. | g.t. | 2R |
| Statistieken      |      |     |      |      |    |
| titels per jaar   | 0    | 0   | 0    | 0    | 0  |
| eindejaarsranking | 195  | 143 | 98   | 78   |    |

### Dubbelspel
| Australian Open   | HF |
| Roland Garros     | KF |
| Wimbledon         | 2R |
| US Open           |    |
| olympisch         |    |
| Olympische Spelen | HF |
| Statistieken      |    |
| titels per jaar   | 1  |
| eindejaarsranking |    |

### Gemengddubbel
| Australian Open   | 1R   | –    | –  |
| Roland Garros     | –    | –    | 1R |
| Wimbledon         | –    | –    | –  |
| US Open           | –    | –    |    |
| olympisch         |      |      |    |
| Olympische Spelen | g.t. | g.t. | W  |
| Statistieken      |      |      |    |
| titels per jaar   | 0    | 0    | 1  |

1900: Charlotte Cooper & Reginald Doherty ·
1912: Dora Köring & Heinrich Schomburgk / Edith Hannam & Charles Dixon (indoor) ·
1920: Suzanne Lenglen & Max Décugis ·
1924: Hazel Wightman & Richard Norris Williams ·
2012: Viktoryja Azarenka & Maks Mirni ·
2016: Bethanie Mattek-Sands & Jack Sock ·
2020: Anastasija Pavljoetsjenkova & Andrej Roebljov ·
2024: Kateřina Siniaková & Tomáš Macháč